# Фоминых, Юрий Иванович
Юрий Иванович Фоминых — советский хозяйственный и государственный деятель, лауреат Государственной премии СССР за выдающиеся достижения в труде.

## Биография
Родился в 1936 году в Большое Козлово. Член КПСС.
В 1955—1957 годах — военнослужащий Советской армии.
В 1958—1964 годах — каменщик, вальцовщик Первоуральского новотрубного завода.
Окончил Семилукское ПТУ (1965).
В 1965—1971 годах — слесарь газового хозяйства Первоуральского старотрубного завода.
В 1971—1996 годах — трубопрокатчик циркониевого производства Чепецкого механического завода Министерства среднего машиностроения СССР в городе Глазове Удмуртской АССР.
За существенное повышение эффективности производства в энергетике и электротехнической промышленности и инициативу в развитии соцсоревнования за повышение качества работы и взаимопомощь в труде был в составе коллектива удостоен Государственной премии СССР за выдающиеся достижения в труде 1977 года.
Жил в Глазове.

## Награды
- Орден Ленина (1986)
- Орден Трудового Красного Знамени (1976)